# Perdikkas III.

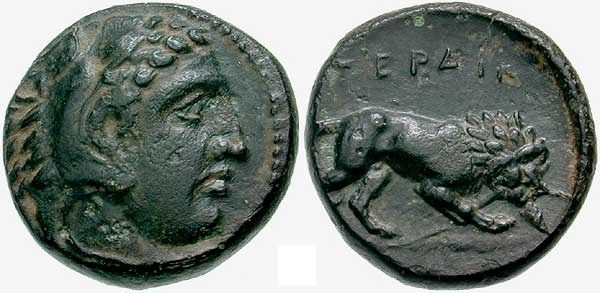
Münze, geprägt zur Regierungszeit Perdikkas III.
Auf der Rückseite lässt sich noch die Prägung ΠΕΡΔΙΚ erkennen.

Perdikkas III. (altgriechisch Περδίκκας Perdíkkas) war König von Makedonien von 365 bis 359 v. Chr. in der Nachfolge seines Bruders Alexander II. Er war der zweitälteste Sohn des Amyntas III. und der Eurydike.
Bei der Thronbesteigung war er noch minderjährig, so dass Ptolemaios von Aloros, der für den Tod seines Bruders verantwortlich war, die Regentschaft übernahm. Als Pausanias, ein weiterer Anwärter auf den Thron, die Gewalt über weite Teile Makedoniens übernahm, baten sie die Athener um Hilfe. Diese schickten den Feldherrn Iphikrates, mit dessen Unterstützung sie Pausanias vertreiben konnten. Nach einer Regentschaft von drei Jahren ließ Perdikkas Ptolemaios von Aloros hinrichten und übernahm selbst die Regierung.
In der folgenden Zeit kam es zu Streitigkeiten mit Athen um die Stadt Amphipolis. Perdikkas soll niemanden an der Regierung beteiligt haben außer Philosophen und Geographen. Platon schickte ihm Euphraios von Oreos als Berater mit einem Empfehlungsschreiben, dem sogenannten 5. Brief des Platon.
Perdikkas fiel in einer Schlacht gegen den illyrischen König Bardylis, sein Nachfolger wurde sein Sohn Amyntas IV. Da dieser erst drei Jahre alt war, übernahm Perdikkas jüngerer Bruder Philipp II. die Regierungsgeschäfte.